# Léon Abric
Pour les articles homonymes, voir Abric.

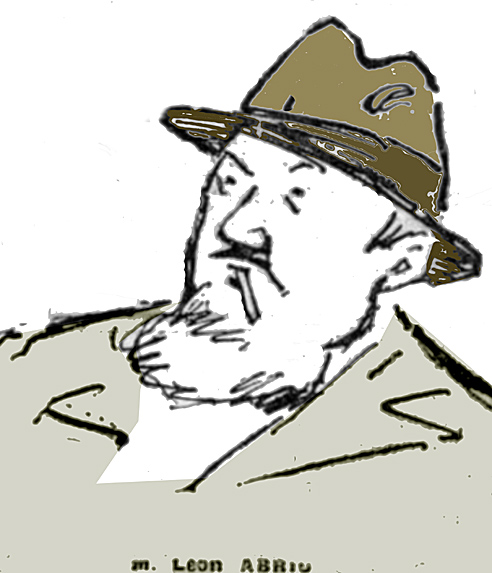
Léon Abric lors de la sortie de son opérette Chanson d'amour, en mai 1921 (revue Comœdia)

Léon Jules Émile Abric, né le 25 décembre 1869 à Saint-Quentin et mort le 4 mai 1946 dans le 18e arrondissement de Paris, est un auteur dramatique français.
Il a notamment écrit des pièces appartenant au genre Grand-Guignol.
C'est aussi lui qui inventa le terme cruciverbiste pour désigner celui qui cherche à résoudre des grilles de mots croisés,.
Il est secrétaire général du Théâtre Pigalle et administrateur du salon Pigalle, 10-12 rue Pigalle, où exposent de jeunes peintres, graveurs et sculpteurs dans les années trente.

## Œuvres
- 1891 : Entre deux feux, comédie en 1 acte, au théâtre de Saint-Quentin (13 mars)
- 1897 : Les Vieux marcheurs, opérette en 1 acte avec Paul Delmet et Alfred Fock, au Divan japonais (29 mai)
- 1898 : Paternité, comédie en 1 acte, au Champ-de-Foire (19 février)
- 1898 : Paroles en l'air, comédie en 1 acte avec Pierre Veber, au théâtre des Funambules (28 novembre). Paris, Flammarion éditeur.
- 1898 : Les Crapauds, comédie en 1 acte. Paris, Flammarion éditeur.
- 1899 : La Grenouille, vaudeville en 1 acte, au Carillon (28 octobre). Paris, Flammarion éditeur.
- 1900 : La Fortune du pot, vaudeville en 1 acte avec Jules Lévy, au théâtre du Grand-Guignol (24 février). Paris, Flammarion éditeur.
- 1902 : La Baronne a des scrupules, vaudeville en 1 acte avec René Millaud, au théâtre des Variétés (3 avril)
- 1904 : Cadouche, comédie en 1 acte, à l'Eldorado (28 janvier)
- 1905 : Pâquerette, comédie en 1 acte avec Eugène Héros, au théâtre du Grand-Guignol (22 avril)
- 1905 : Le Cordon bleu, vaudeville en 1 acte, à l'Eldorado (5 novembre). Paris, Ondet éditeur.
- 1905 : Le Chasseur de canards, comédie-vaudeville en 1 acte avec Eugène Héros et Paul Grandry, à la Nouvelle-Comédie (22 décembre)
- 1906 : Le Vieux répertoire, vaudeville en 1 acte avec Dranem, à l'Eldorado (31 août)
- 1906 : Heureux père, vaudeville en 1 acte, au théâtre du Palais-Royal (4 octobre)
- 1909 : Le Quatre septembre, comédie en 1 acte, à l'Eldorado (16 février). Paris, H. Delormel éditeur.
- 1909 : La Fin du monde, comédie en 1 acte avec Henri Bataille, au théâtre du Palais-Royal (30 mai)
- 1910 : Bigoudis, vaudeville en 2 actes avec Georges Arnould, à l'Eldorado (11 janvier)
- 1910 : La Dragée haute, comédie en 1 acte avec René Millaud, au théâtre des Deux-Masques (12 mars)
- 1910 : La Veuve n'est pas joyeuse, pièce en 1 acte avec Eugène Héros, au Grand Théâtre du Havre (24 septembre)
- 1910 : R'mettez-nous ça, revue en 2 actes et 12 tableaux avec Georges Arnould, à l'Eldorado (29 novembre)
- 1921 : Chanson d'amour, comédie musicale en 3 actes avec Hugues Delorme, musique de Franz Schubert, au théâtre Marigny (7 mai). Paris, Max Eschig éditeur.
- 1924 : Ernest, opérette en 3 actes avec Jacques Bourgueil, musique de Victor Larbey, au théâtre des Folies-Dramatiques (13 décembre)
- 1927 : Le Clocher sans cloche, comédie lyrique en 3 actes avec Edmond de Loose, au Grand Théâtre du Havre (8 février)
- 1934 : Deux petits anges, comédie en 1 acte, à Saint-Amand-de-Vendôme (18 mars)

## Distinctions
- Chevalier de la Légion d'Honneur au titre du ministre de l'Instruction publique et des Beaux-Arts (décret du 9 août 1929)[4].